# Салма Хайек
Са̀лма Валга̀рма Ха̀йек Химѐнес-Пино̀ (на испански: Salma Valgarma Hayek Jiménez-Pinault), по-позната като Салма Хайек, е мексиканска кино-, театрална и телевизионна актриса, продуцентка и бизнесдама. Известна е като една от трите латиноамерикански актриси, номинирани за „Оскар за най-добра женска роля“ (2003 г., другите две са бразилската актриса Фернанда Монтенегро и колумбийската актриса Каталина Сандино). Хайек е смятана за една от най-известните мексикански актриси в Холивуд, заедно с актрисата Долорес дел Рио.

## Младост
Салма Хайек е родена в град Коацакоалкос, щат Веракрус, Мексико. Тя е дъщеря на оперната певица от испански произход Дание Хименес Медина и Сами Хайек Домингес, управител на нефтена компания, от ливански произход, който веднъж е кандидатствал за кмет на Коацакоалкос . Нейното име, Салма (производно от мъжкото име Салим), идва от думата „салима“, което означава „мир, сигурност, здраве“ . Тя е възпитана в богато благочестиво семейство и на 12-годишна възраст е изпратена да учи в католическо училище-интернат за момичета в Луизиана . Докато Салма е била там, лекарите ѝ поставят диагноза дислексия.
След като напуска училище поради проблеми с поведението, Салма за кратко се връща в Мексико и скоро се премества в Хюстън, САЩ, където живее с леля си до 17-годишна възраст. След това отива в Ибероамериканския университет в Мексико, където учи международни отношения. 

## Кариера
Започва кариерата си в Мексико през 1988 г. в телевизионната новела Нова зора, за което участие получава награда в категория Най-добър актьорски дебют на Награди TVyNovelas Мексико, заедно с Даниела Кастро. През 1989 г. тя играе първата си главна роля в теленовелата Тереса, за която печели награда в категория Най-добро женско откритие на същите награди. След това участва във филма El callejón de los milagros, за който получава номинация на мексиканските награди Ариел. През 1991 г. Хайек се премества в Холивуд и печели популярност в англоезичните филми Десперадо (1995), Догма (1999) и Този див, див запад (1999).
Първата голяма роля на Хайек е във филма Фрида (2002) като Фрида Кало, благодарение на която получава номинация за най-добра актриса от Награди на филмовата академия на САЩ, Награди на БАФТА, Награди на Гилдията на актьорите и Златен глобус.

## Личен живот
През март 2007 г. Салма Хайек потвърждава съобщението за годежа си с френския милиардер Франсоа-Анри Пино и за бременността си, а на 21 септември 2007 г. в Лос Анджелис се ражда детето на двойката, Валентина Палома Пино.
През юли 2008 г. Хайек разваля годежа. Въпреки това, на 14 февруари 2009 г. двойката регистрира брака си в кметството на 6-и арондисман на Париж, а на 25 април същата година двойката провежда церемонията по бракосъчетанието повторно в старинната опера Ла Фениче във Венеция.
На 13 декември 2017 г. Хайек публикува статия в „The New York Times“, в която твърди, че е била преследвана и малтретирана от Харви Уайнстийн по време на снимките на филма „Фрида“.
През 2019 г. семейство Пино обещава $113 милиона за подпомагане работата по възстановяване на горялата катедрала Нотр Дам в Париж, Франция.

## Избрана филмография

### Кино
- Улицата на чудесата (1995) – Алма
- Десперадо (1995) – Каролина
- Четири стаи (1995) – танцуващо момиче по телевизията
- Честна игра (1995) – Рита
- От здрач до зори (1996) – Сатанико Пандемониум, кралица на вампирите
- Бягство (1996) – Кора
- Бързата работа (1997) – Изабел Фуентес
- Време за раздяла (1997) – Моника
- 54 (1998) – Анита Рандацо
- Факултетът (1998) – Роуз Харпър
- Догма (1999) – Серендипити
- Няма кой да пише на полковника (1999) – Джулия
- Този див, див запад (1999) – Рита Ескобар
- Таймкод (2000) – Роуз
- Отбор глупаци (2000)
- Трафик (2000)
- Хотел (2001)
- Времето на пеперудите (2001)
- Фрида (2002) – номинация за Оскар
- Деца шпиони 3D: Краят на играта (2003)
- Имало едно време в Мексико (2003)
- След залеза (2004) – Лола
- Серийни убийци (2006)
- Бандитки (2006) – Сара Сандовал
- Питай прахта (2006)
- През вселената (2007)
- Циркът на кошмарите: чиракът на вампира (2009)
- Дърти хлапета 1 (2010)
- Котаракът в чизми (2011) – Кити Мека лапа
- Пиратите! Банда неудачници (2012) – Дърк
- Диваци (2012)
- Тежка категория (2012)
- Дърти хлапета 2 (2013)
- Евърли (2014)
- Историята на историите (Tale of Tales, 2015) – Кралицата на Лонгтрелис
- Как да бъдеш латино любовник (2017) – Сара
- Бодигард на убиеца (2017) – Соня Кинкейд
- Домът на Гучи (2021) – Джузепина „Пина“ Ориема

### Теленовели
- Добри хора (1997) – Тереса
- Полетът на орела (1994) – Хуана Каталина Ромеро
- Тереса (1989) – Тереса Мартинес
- Нова зора (1988) – Фабиола Рамирес Антони

## Продуцент
- „Фрида“ (2002)